# San Mateo Nejápam (kommun)
San Mateo Nejápam är en kommun i Mexiko.   Den ligger i delstaten Oaxaca, i den sydöstra delen av landet, 210 km söder om huvudstaden Mexico City.
Följande samhällen finns i San Mateo Nejápam:
- San Mateo Nejápam